# Fernando Urízar Garfias
Fernando Urízar Garfias (Santiago, 1804 - Santiago, 1876) fue un diplomático y político chileno de tendencias liberales.

## Vida
Fue hijo de Silvestre Urízar Suasso y de Nicolasa Garfias Patiño. Estudió en el Colegio Carolino y en la Universidad de San Felipe.
Se inició en la administración pública como secretario municipal de Santiago, secretario del Senado (1831-1834) y oficial mayor del Ministerio del Interior. En 1836 fue secretario del ministro Diego Portales y al año siguiente se le nombró intendente de la provincia de Aconcagua. Sofocó la revolución que estalló en esa ciudad. Fundó y organizó la Estadística General (actualmente Instituto Nacional de Estadísticas), debiendo llevar a cabo el primer censo poblacional del país. Administró la Aduana de Valparaíso. 
Tras ocupar otros cargos públicos de menor relevancia, fue elegido diputado suplente por Valparaíso (1834), siendo reemplazante de Victorino Garrido en ciertas ocasiones. Electo diputado propietario por Rancagua en 1837, pero al no presentarse fue reemplazado de inmediato por Pedro Nolasco Mena Ramírez.
Diputado por Putaendo, San Felipe y Los Andes en 1846, reelecto en 1849. Diputado propietario por Caupolicán (1867-1870 y 1870-1873). Electo por Petorca y La Ligua en 1873-1876, falleciendo en el cargo.